# Neirone
Neirone (en ligur Neion, Nejon o Naiùn) és un comune italià, situat a la regió de la Ligúria i a la ciutat metropolitana de Gènova. El 2011 tenia 977 habitants.

## Geografia
Es troba a la vall Fontanabuona, a l'est de Gènova, al vessant occidental del mont Caucaso (1.245 m). Té una superfície de 30,24 km² i les frazioni de Donega, Ognio, Roccatagliata i San Marco d'Urri. Limita amb les comunes de Favale di Malvaro, Lorsica, Lumarzo, Moconesi, Torriglia, Tribogna i Uscio.